# Eric Thompson
Eric Thompson (n. 4 noiembrie 1919, Greater London, Anglia, Regatul Unit al Marii Britanii și Irlandei – d. 22 august 2015, Guildford, Anglia, Regatul Unit) a fost un pilot englez de Formula 1 care a evoluat în Campionatul Mondial în sezonul 1952.